# Luis Alberto Warat
Luis Alberto Warat (Buenos Aires, 31 de outubro de 1941 — Buenos Aires, 16 de dezembro de 2010) foi um jurista e filósofo do direito argentino radicado no Brasil. Doutor em Direito pela Universidade de Buenos Aires e pós-doutor em Filosofia do Direito pela Universidade de Brasília, Warat foi um dos principais responsáveis pela consolidação da pós-graduação stricto sensu em Direito no Brasil, tendo atuado em diversas universidades brasileiras e destacando-se pela introdução de novas disciplinas no currículo dessas instituições, tais como: "Epistemologia Jurídica", "Semiologia do Direito", "Teoria Crítica e Dogmática Jurídica", "Direito e Ecologia Política", "Direito e Psicanálise", "Direito e Arte", entre outras.
Com mais de 40 livros publicados, Warat contribuiu de forma significativa para o avanço do campo teórico jurídico brasileiro, partindo, sobretudo, de uma abordagem crítica e interdisciplinar. Uma das grandes inovações trazidas pelo autor foi a recepção de linguagens artísticas como ponto de partida para refletir sobre os mais variados temas envolvendo o Direito, sempre buscando novas referências e cotejando relações com outros campos do saber. Inspirando-se em autores como Gilles Deleuze, Félix Guattari, André Breton, Antonin Artaud, Mikhail Bakhtin, a obra de Warat promoveu uma verdadeira ruptura paradigmática no campo jurídico, deslocando-se de uma perspectiva cientificista-dogmática para o plano estético-sensível. Neste deslocamento tornaram-se frequentes as alusões a Carnavalização Literária e ao Surrealismo como importantes substratos na formulação de conceitos e ideias do autor.
As contribuições de Warat estendem-se ainda ao campo da pedagogia, tendo escrito relevantes trabalhos no qual defendia um modelo de ensino libertador e democrático. Diversos ensaios de Warat e alguns dos seus textos mais notáveis foram reunidos em três volumes editados pela Fundação Boiteux sob o selo "Obras Completas", são eles: "Territórios Desconhecidos" (Vol. 1), "Epistemologia e Ensino Jurídico" (Vol. 2) e "Surfando na Pororoca" (Vol. 3). Dentre os títulos recolhidos merece destaque a trilogia publicada por Warat entre as décadas de 1980 e 1990: "A Ciência Jurídica e Seus Dois Maridos", "Manifesto do Surrealismo Jurídico" e o "Amor Tomado pelo Amor", três obras que marcaram profundamente a trajetória intelectual do autor.

## Senso comum teórico dos juristas
O discurso introduzido por Luis Alberto Warat em sua obra Introdução Geral ao Direito vol. I: Interpretação da Lei. Temas para uma Reformulação designa o senso comum teórico como uma ressignificação das práticas e escritas do Direito, trazendo ao campo do neologismo uma referência operacional encorpada na dimensão ideológica das verdades jurídicas tradicionais.
Warat faz críticas no que se refere às atividades cotidianas dos juristas que são influenciadas por um discurso pronto de aceitação às verdades ideológicas que acaba por instrumentalizar o direito, tornando-o símbolos padronizados que disciplinam atos de decisão e enunciação.
Para o autor, o senso comum teórico desempenha funções capazes de ressignificar sentido à teoria ideológica predominante na dogmática tradicional, enumerando quatro funções entre elas: a função normativa, ideológica, retórica e política. Na primeira, o senso comum teórico desempenha uma função normativa que na hermenêutica aos textos legais, os juristas acabam trazendo à pratica legal seus próprios sentidos que disciplinam a ação institucionalizada.
Na função ideológica sua tarefa é a socialização desses valores jurídicos, validando-os como verdade absoluta, esse movimento exclui todo papel social e histórico do Direito, que acaba por traduzir um senso comum que evidencia a essencialidade dos deveres jurídicos, chamados pelo autor como legitimação axiológica..
Já a função retórica contempla a ideologia jurídica enraizada socialmente, fundamentada em uma condição retórica de sentidos, que possibilita o deslocamento do campo teórico-ideológico para raciocínio jurídico e, por fim, a função política que deriva de um saber acumulado que em sua representatividade de poder reafirma essa relação de poder.
Pode-se concluir que o senso comum teórico sedimentado pelo operadores do direito, permeia uma epistemologia incapaz de ressignificar os sentidos que somente é contemplada e fecunda quando traduzida à um sentido comum científico, a necessidade desses jurídicos dogmáticos em criticar como qualquer movimento contrário ao campo ideológico da verdade como  o mito da ruptura, que intitulado por eles como preconceito epistemológico a qualquer dúvida imposta à “doxa”.
Em suma, o senso comum teórico é o pano de fundo ideológico, implícito, que condiciona a aplicação das normas pelos juristas, ainda que tal ideologia seja-os desconhecida.

## Surrealismo jurídico
Conhecido por sua abordagem crítica e transdisciplinar, Warat criou uma teoria jurídica original que ficou conhecida como "surrealismo jurídico". De acordo com Marta Gama, "o surrealismo jurídico é uma vertente do pensamento do jusfilosófo Warat, uma tentativa de projetar no ensino do Direito os aportes Surrealistas do Direito na perspectiva de rompimento com a cultura jurídica dominante".
Segundo Warat, a teoria jurídica tradicional é muito limitada e reducionista, pois se concentra apenas nas normas e regras legais, deixando de lado as dimensões emocionais, psicológicas e culturais que estão por trás das decisões jurídicas. Para ele, o Direito não é apenas um conjunto de normas abstratas, mas sim uma construção social e cultural que está intrinsecamente ligada à subjetividade dos sujeitos envolvidos.

Assim, Warat propõe uma abordagem mais aberta e criativa do Direito, que leve em consideração não apenas as leis e os códigos, mas também as emoções, as sensações e as experiências dos indivíduos. Para ele, é necessário olhar para além da superfície do Direito e explorar as dimensões mais profundas e inconscientes que influenciam as práticas jurídicas. Foi partido desses aportes e inspirado no Manifesto Surrealista de André Breton que Warat formulou o seu Manifesto do Surrealismo Jurídico, uma obra recheada de metáfora e provocações, em que Warat reflete sobre as insuficiências do pensamento racionalista e proclama a necessidade de revolucionar o ensino do Direito através de práticas pedagógicas que convoquem os sujeitos a encontrarem os seus desejos, a despertar os sentidos, os sonhos, as paixões, enfim, a inscrever a poesia na vida.
Juntar o o direito à poesia já é uma provocação surrealista. É o crepúsculo dos deuses do saber. A queda de suas máscaras rígidas. A morte do maniqueísmo juridicista. Um chamado ao desejo. Um protesto contra a mediocridade da mentalidade erudita e, ao mesmo tempo, um saudável desprezo pelo ensino enquanto ofício. É recriar o homem provocando-o para que procure pertenser-se por inteiro, para que sinta uma profunda aversão contra as infiltrações de uma racionalidade-culposa e misticamente objetivista, convertida em "gendarme" da criatividade, do desejo, assim como de nossas ligações com os outros. A poesia possibilita-lhe isso. Traz em si a visceral compreensão das limitações que padecemos, colocando em evidência a ordem artificial e mortífera de uma cultura impregnada de legalidades presunçosas. Ela pode servir para despertar os sentidos e os desejos soterrados c desencantados por séculos de saberes, preocupados, estes, em garantir todo e qualquer tipo de imobilismo. Praticando a poesia, teremos a possibilidade de fazer triunfar o desejo sobre o bom senso e os bons sentimentos, deixando-nos, assim, sem ouvidos para os chamados valores nobres e verdadeiros, aqueles que sacralizam, com civismo, o amor ao poder. É o desejo destruindo de um só golpe os Deuses e os Patrões. É a semente da subversão onde menos se espera encontrá-la: a lanterna mágica do desejo. 
Essa abordagem surrealista do Direito tem como objetivo desconstruir as estruturas jurídicas tradicionais e permitir novas formas de pensamento e práticas. Warat defendia a necessidade de uma "revolução surrealista" no Direito, que envolvesse não apenas uma mudança nas normas, mas também uma transformação profunda nas mentalidades e no imaginário social.
O Surrealismo é mais que uma expressão estética, é uma concepção de vida, um olhar diferente para o mundo, longe das convenções e dos lugares comuns. Uma radical busca da alteridade, do reconhecimento do outro em sua expressão poética. Propõe a revolução da vida em todos os seus planos, nos seus valores, nas suas significações a partir da imaginação, do sonho, do inconsciente.

## Carnavalização do Direito
Outra ideia trazida por Warat no esteio do seu Manifesto do Surrealismo Jurídico é conceito de "carnavalização" empregada ao Direito. A "carnavalização" é um conceito chave da obra do filósofo russo Mikhail Bakhtin, que foi desenvolvido em seu livro A Cultura Popular na Idade Média e no Renascimento: o contexto de François Rabelais. Bakhtin argumenta que o carnaval, enquanto evento popular e festivo, é um momento de inversão das hierarquias sociais, onde as normas e os valores estabelecidos são temporariamente suspensos.
Retomando essa perspectiva, segundo Warat, a carnavalização é uma metáfora que representa a subversão dos valores estabelecidos e a criação de novas formas de pensar e agir. Assim, para Warat, a carnavalização do direito envolve a criação de um espaço onde as hierarquias e as estruturas de poder são temporariamente suspensas, permitindo que novas vozes e perspectivas possam emergir. Nessa espécie de "carnaval jurídico", as normas e as regras tradicionais são subvertidas e a criatividade é incentivada.
O objetivo da carnavalização do direito é permitir que as pessoas expressem suas emoções, desejos e conflitos de uma forma mais autêntica e livre. Warat acredita que o sistema jurídico tradicional é muito formal e burocrático, o que acaba sufocando as experiências e enclausurando as subjetividades.
 

Essa proposta tem implicações pedagógicas e epistemológicas significativas, já que a carnavalização implica na criação de um espaço educacional que permita que os estudantes de direito possam experimentar e explorar diferentes formas de pensar e de agir. Além disso, a proposta de uma metodologia interdisciplinar, que combine conhecimentos de diversas áreas do saber, também se relaciona com a teoria da carnavalização do Direito. Ao incorporar perspectivas de outras disciplinas, como a arte, a filosofia e a psicanálise, Warat busca ampliar a compreensão do direito como prática social, que envolve o diálogo e a negociação entre diferentes sujeitos e grupos sociais.
A Epistemologia carnavalizada se propõe a introduzir critérios que sirvam para construir o novo, para inventar o novo, para apressar o envelhecimento das verdades consagradas. Com sua fala Warat pretende, valendo-se da ambivalência do carnaval, colocar em crise o instituído, para fazer nascer o novo no Direito. Presente o seu desejo de desvio da visão monogâmica do mundo que a ciência nos dá, ou seja o paradigma cientifico da modernidade para uma cosmovisão carnavalesca. É essa visão que ele quer emprestar ao Direito por meio da Epistemologia carnavalizada.
A carnavalização do direito também tem implicações políticas. Para Warat, a criação de um espaço carnavalizado é uma forma de resistência e de luta contra as estruturas de poder opressoras. Ele argumenta que a carnavalização é uma forma de criar uma nova ordem social e jurídica, baseada na diversidade, na polifonia e na inclusão. Sua obra, A Ciência Jurídicas e seus Dois Maridos, retrata muito bem essas questões e pode ser vista como uma aplicação da teoria da carnavalização à crítica da ciência jurídica tradicional.
A obra de Warat A ciência jurídica e seus dois maridos é mesmo um manifesto, um grito contra todo o mofo e imobilidade que cercam o mundo jurídico. Nela estão assentados os pilares da sua proposta epistemológica: a carnavalização, a polifonia, a alteridade, o desejo, a imaginação e, no lugar da razão castradora, o prazer. E o que importa inscrever o desejo de ruptura com o cotidiano vigente, a inversão e a transgressão que geram a desordem, a ambivalência, a mudança, em meio ao conjunto de sentidos e significados assegurados no mundo jurídico? O que importa a suspensão da realidade tão como a conhecemos e a assunção de um instante ausente de hierarquias, onde a onipotência do burlesco, do grotesco, da cultura do popular que promovem a polifonia de vozes, a intertextualidade e a dialogicidade são lei? Essa resposta não pode ser formulada de forma uníssona, única, certa, pois, não há como esgotar a riqueza de sentidos emprenhados no texto de Warat; a cada leitura eles se multiplicam e brindam o leitor com novas possibilidades.

## Obras
- Direito ao Direito (1969)
- Abuso do Direito e Lacuna da Lei (1969)
- Meditações Metafóricas acerca de uma Estéril Polêmica da Linguagem Normativa (1970)
- Ensino e Saber Jurídico (1972)
- Semiótica e Direito (1972)
- Elementos de Semiótica: conceitos básicos, posições jurídicas, ideologias e comunicação social (1973)
- A Linguagem e Definição Jurídica (1973)
- O Significado dos Termos Gerais e seus Problemas (1974)
- Temas para uma Filosofia Jurídica (1974)
- A ciência Jurídica e os seus Dois Maridos (1975)
- A Definição, Tipos, Técnicas e Regras em série de Instrução Programada (1975)
- Os Usos da Linguagem em Série (1975)
- O Direito e sua Linguagem (1976)
- A Definição Juridica (1978)
- Mitos e Teorias Na Interpretação da Lei (1979)
- A Pureza do Poder (1982)
- A Ciência Jurídica e Seus Dois Maridos (1983)
- Interpretacion de la Ley: el Poder de las Significaciones y las Significaciones del Poder (1987)
- Manifesto do Surrealismo Jurídico (1988)
- O Amor Tomado Pelo Amor (1990)
- Manifestos Para Uma Ecologia do Desejo (1990)
- Incidentes de Ternura (1995)
- Introdução Geral ao Direito - Vol 1 (1995)
- Introdução Geral ao Direito - Vol. 2 (1995)
- Filosofia do Direito - Uma Introdução Crítica (1996)
- Por Quien Cantan las Sirenas (1996)
- Introdução Geral ao Direito - Vol. 3 (1997)
- Em Nome do Acordo (2001)
- O Oficio do Mediador (2001)
- Epistemologia e Ensino do Direito: o Sonho Acabou (2004)
- Surfando na Pororoca (2005)
- A Digna Voz da Majestade (2007)
- Terceiro manifesto do surrealismo juridico: O amor louco (2008)
- Direitos Humanos: subjetividade e práticas pedagógicas (2009)
- Mosaicos de materialismo mágico (2009)